# Largeasse
Largeasse – miejscowość i gmina we Francji, w regionie Nowa Akwitania, w departamencie Deux-Sèvres.
Według danych na rok 1990 gminę zamieszkiwało 827 osób, a gęstość zaludnienia wynosiła 27 osób/km² (wśród 1467 gmin regionu Poitou-Charentes Largeasse plasuje się na 372. miejscu pod względem liczby ludności, natomiast pod względem powierzchni na miejscu 160.).